# Ilona Verley
Ilona Verley es una drag queen canadiense-estadounidense, más conocida por competir en la primera temporada de Canada's Drag Race.

## Primeros años
Verley nació de Sandi Verley y se crio en Lytton, Columbia Británica y Surrey, Columbia Británica. Asistió al Centro Blanche MacDonald en Vancouver para aprender maquillaje artístico.

## Carrera
Verley apareció en el videoclip de 2018 del cantante pop Mathew V para su sencillo "Broken", después de que Mathew V asistiera a un espectáculo de drag en el que Verley había actuado con el sencillo de Mathew V de 2017 "Tell Me Smooth".
Verley compitió en la primera temporada de Canada's Drag Race, un programa de televisión de competencia de telerrealidad basado en el programa estadounidense RuPaul's Drag Race. Antes de su aparición en el programa, había audicionado en Los Ángeles para la undécima y duodécima temporada de la versión estadounidense. Se convirtió en la "primera reina indígena, dos espíritus y abiertamente no binarie" en competir. En el programa Verley se ubicó entre las dos últimas en tres ocasiones y fue eliminada en el séptimo episodio. También atrajo una atención positiva por su apariencia en el final de temporada, que combinaba un vestido tintineante de las Primeras Naciones en sus característicos colores pastel con huellas de manos rojas, un símbolo de la cuestión de las mujeres indígenas desaparecidas y asesinadas.
También ha trabajado en una tienda de NYX Professional Makeup.
En octubre de 2020, Verley fue anunciada como una de los artistas en la gala de apertura del ImagineNATIVE Film and Media Arts Festival 2020.
En noviembre de 2020, Verley fue incluida en la lista anual Out100 de personalidades LGBTQ influyentes de la revista Out.

## Vida personal
Verley es Nlaka'pamux y dos espíritus, y ha dicho que se identifica como una "mujer trans indígena orgullosa". Ha descrito su identidad de género como fluida y en constante cambio. En noviembre de 2020 declaró: "No quiero ponerme demasiado firme con ninguna etiqueta. Porque quién sabe, dentro de unos meses, cuando esté en una mejor mentalidad o en una mejor situación, cómo voy a sentir". En el podcast LGBTQ&A del mismo mes, Verley dijo: "Creo que para mí en este momento, la mejor manera de describir quién soy en este momento es no binarie y de género fluido".
Reside en Vancouver desde octubre de 2020, habiendo regresado a Canadá después de vivir en Los Ángeles. En 2020, acusó a NYX Professional Makeup de insensibilidad cultural.

## Filmografía
- Canada's Drag Race (1ª temporada)